# IC 3852
IC 3852 ist eine leuchtschwache Balken-Spiralgalaxie vom Hubble-Typ SBcd im Sternbild Jagdhunde am Nordsternhimmel. Sie ist schätzungsweise 197 Millionen Lichtjahre von der Milchstraße entfernt und hat einen Durchmesser von etwa 80.000 Lichtjahren. Vom Sonnensystem aus entfernt sich die Galaxie mit einer errechneten Radialgeschwindigkeit von näherungsweise 4.400 Kilometern pro Sekunde.
Im selben Himmelsareal befinden sich unter anderem die Galaxien IC 3862, PGC 43657, PGC 43953, PGC 2069185.
Das Objekt wurde am 21. März 1903 von Max Wolf entdeckt.